# António dos Reis Rodrigues
António dos Reis Rodrigues (* 24. Juni 1918 in Ourém, Portugal; † 3. Februar 2009 in Lissabon) war römisch-katholischer Weihbischof im Patriarchat von Lissabon.

## Leben
António dos Reis Rodrigues studierte zunächst Rechtswissenschaften in Lissabon. 1941 wurde er Vorsitzender der Katholischen Jugend (Juventude Escolar Católica JEC), später auch Vorsitzender der ehrenamtlichen Laienorganisation Vinzenzgemeinschaft (Conferência de São Vicente de Paulo SSVP) sowie Gründer und Chefredakteur der Studentenzeitung „Flama“. Von 1918 bis 1947 war er stellvertretender Generaldirektor der Juventude Universitária Católica (JUC). 1942 trat er in das Seminário dos Olivais ein und empfing am 1. März 1947 in der Catedral Sé Patriarcal die Priesterweihe; er war bis 1963 Kaplan an der portugiesischen Militärakademie. Zudem war er Professor für Sozialethik am Instituto de Serviço Social der JUC. Mehrere Jahre lang war er im portugiesischen Radio und Fernsehen aktiv; dazu veröffentlichte er 1967 das Buch "O Tempo e a Graça".
1966 ernannte ihn Papst Paul VI. zum Titularbischof von Madarsuma und bestellte ihn zum Weihbischof im Erzbistum Lissabon. Die Bischofsweihe spendete ihm am 8. Januar 1967 der Patriarch von Lissabon, Manuel Kardinal Gonçalves Cerejeira; Mitkonsekratoren waren José Pedro da Silva, Bischof von Viseu, und João Pereira Venâncio, Bischof von Leiria.
In der portugiesischen Bischofskonferenz war er von 1967 bis 1981 Präsident der bischöflichen Kommission für Migration und Tourismus, von 1975 bis 1981 Generalsekretär der Bischofskonferenz und von 1981 bis 1984 deren Vize-Präsident. Neben anderen Mandaten war er von 1990 bis 1995 Justitiar im Patriarchat von Lissabon und von 1983 bis 1998 Generalvikar. 1998 wurde seinem Rücktrittsgesuch durch Papst Johannes Paul II. stattgegeben.

## Schriften
- Nun’Álvares, Condestável e Santo. 1961
- O Tempo e a Graça. Meditações na TV sobre o Evangelho. 1967
- Doutrina Social da Igreja: Pessoa, Sociedade e Estado. 1991
- Onde o Espírito floresce: Meditações sobre o Espírito Santo. 2000
- Os Leigos – Condição, Compromisso e Espiritualidade. Lissabon 2001, ISBN 972-8178-43-3
- Pessoa, Sociedade e Estado. Principia, Estoril 2008, ISBN 978-989-8131-29-4
- A Dignidade da Pessoa Humana e os seus Direitos. Pesquisa sobre os Direitos Fundamentais do Homem. Principia, Estoril 2008, ISBN 978-989-8131-30-0
- Vínculos Imortais. A Família, Santuário da Vida. Principia, 2008, ISBN 978-989-8131-31-7